# Ephydrella tasmaniae
Ephydrella tasmaniae är en tvåvingeart som beskrevs av Bock 1987. Ephydrella tasmaniae ingår i släktet Ephydrella och familjen vattenflugor. Inga underarter finns listade i Catalogue of Life.